# GENTE〜リストランテの人々〜
『GENTE〜リストランテの人々〜』（ジェンテ リストランテのひとびと）は、オノ・ナツメによる日本の漫画作品。『マンガ・エロティクス・エフ』（太田出版）において2006年9月vol.41より2009年vol.55まで連載された。ローマのリストランテ、「カゼッタ・デッロルソ（casetta dell'orso）」が出来る前からの物語で、『リストランテ・パラディーゾ』は時系列で言うと、単行本『GENTE』の2巻と3巻の間（10話と11話の間）に当たる。

## あらすじ
ロレンツォは、リストランテのオープンを控えたオーナー。妻のオルガの過労による入院がきっかけで、彼女の好みである「老眼鏡紳士」を条件にスタッフを雇う事を決める。そのリストランテに集う人々の物語。

## 登場人物
声はアニメ化されたリストランテ・パラディーゾの声優である。

### カゼッタ・デッロルソ従業員
ロレンツォ（Lorenzo）
声：乃村健次
主人公のオーナー。ワイナリーを経営している。
妻・オルガをとても大事にしており、多忙の妻のための癒しの場に、とスタッフの雇用条件に「老眼鏡・紳士」を加える（必須ではない）。本人はオルガのタイプではなかったが、心優しくて寛容な、癒しの笑顔を持った好人物。ジジとは義兄弟で、ジジとロレンツォそれぞれの父親は兄弟（ジジの父親が兄）。ジジとは仲の良い関係を築いている。
ジジ（Gigi）
声：喜山茂雄
ソムリエ。
ロレンツォの義兄であり、従兄弟。ジジの父は弟に妻を寝取られたことを恨んで縁を切った。ロレンツォとは20数年前に出会い、前のトラットリアから一緒に働いている。無口。大変食べっぷりが良く、どの店にいても、しょっちゅうつまみ食いをしている様子。まかないに上等なワインを開けるのが日課。独身。
ルチアーノ・デ・ルーカ（Luciano De Luca）
声：立川三貴
カメリエーレ。通称・ルチアーノ。
オルガが贔屓にしていたバールの元バリスタ。それがきっかけで、ロレンツォの店に引き抜かれる。一度は断るが、クラウディオに説得され決意する。小言が多く、なかなか笑顔を見せてくれないが、本当はいい人。意外と照れ屋なせいか、いつも憎まれ口を叩いている。妻が病死し現在独身。今でも妻を想っている。休日は孫のフランチの面倒をみるのが実は楽しみ。観劇好き。
サント・クラウディオ・パラディーゾ（Santo Claudio Paradizo）
声：山野井仁
カメリエーレ長。通称・クラウディオ。
郊外のリストランテに長らく勤めていたが、新しいオーナーの気性の荒さが自分に合わず悩んでいたところ、ルチアーノにロレンツォの店を紹介される。優しく真面目で、気遣いの人。元妻・ガブリエッラとは法的別居中でまだ離婚が成立しておらず、複雑な感情を抱いている。若い頃にフリオのいたホテルで働き、よく皿を割っていた。
ヴィート（Vito）
声：黒田崇矢
カメリエーレ。
求職中にジョギングをしていて、求人の貼り紙を見てカメリエーレとして働くことに。ホテルでフロントマンをしていた。チャレンジ精神旺盛で、陽気なムードメーカー。若い娘好きでおせっかい焼き。「美しいご婦人のお誘いは断れない」主義のプレイボーイで、通っているジムでは、声をかけない女性はいないと言われる程有名。そこで知り合ったマリーナと親友になる。寂しい人は放っておけないタイプ。女性を泣かせたくないから、と結婚はしない主義だったが、後にマリーナと結婚する。
テオ（Teo）
声：上田燿司
シェフ。
ダリオの代わりとして、マルツィオが連れてきた。元々は郷土料理のトラットリアに居たが、オーナーと喧嘩して辞める。クールで豪気な性格。どうやら相当モテるらしいが、現在は悠々自適な独身生活。ドルチェが美味い。
フリオ（Furio）
声：西松和彦
ヴァンナの後に入ってきたシェフ。以前は一流リストランテに勤めていた。
穏やかで人当たりの良い紳士。奥様向けの料理教室も開いている。既婚。
ニコレッタ（Nicoletta）
声：折笠富美子
シェフ見習い。『リストランテ・パラディーゾ』でのいきさつがあって、12話から登場する。オルガの娘ということは周知の事実。

### 元従業員
ヴァンナ（Vanna）
女性シェフ。
一流の料理を作る。辛口なタイプ。一見すると女性には見えない。夫とは死別。娘が3人居るが、今は全員嫁に出ているので一人暮らし。娘がアメリカ人と結婚し、あちらで本格的なイタリア料理店を開きたいから手を貸して欲しいと頼まれ、カゼッタ・デッロルソを辞め、アメリカへ渡った。
ダリオ（Dario）
シェフ。
リストランテ内で唯一の若者。とても気弱で、自分が老眼でも紳士でもないことを気にかけ、2か月でリストランテを辞めてしまった。ロレンツォは気にしなくていいと言ったが、「老眼になってから出直します」と言って辞めていった。現在は2つ星のリストランテで働いている。
マルツィオ（Marzio）
厨房手伝い。
ロレンツォやジジとは、前のリストランテからの付き合い。ドルチェ好きで、ダリオが辞めた後、シェフが必要なのにもかかわらずドルチェが最高だと言ってテオを紹介しオーナーを困らせた。心優しく、穏やか。フランチの面倒をよく見てあげていた。年のせいもあり腰痛が悪化し、厨房に立てなくなるが、店の常連としてしょっちゅう足を運ぶ。テオのドルチェが目当ての客の一人でもある。

### その他
オルガ（Orga）
声：寺田はるひ
売れっ子弁護士。仕事も恋愛も両立させる主義。老眼鏡紳士を見るのが大好き。女性としても魅力的で、リストランテのスタッフからも大事にされている。ガブリエッラとは友人であり同じ職場で働いている。ロレンツォには隠しているが、前夫との間に子供がおり、再婚を機に祖父母のもとに預ける。あまり会いにいけていないが、誕生日にはプレゼントを郵送している様子。『リストランテ・パラディーゾ』ではその子供がガゼッタで働く事になる。
ガブリエッラ（Gabriella）
声：渡辺美佐
クラウディオの元妻。オルガの友人で、同じ事務所で弁護士として働いている。大人の色気を持つ女性。クラウディオとは1、2巻時点で法的別居中。
マリーナ（Malina）
声：本多陽子
建築学を専攻する20歳の女子大学生。姉夫婦と同居。姉の夫のDVに悩まされており、姉を守るため、強くなりたいと願う。ジムでは空手を習うなどして鍛えている。ヴィートのおせっかいのおかげで、姉夫婦の問題は一段落し、ヴィートとは親友を経て結婚へ。リストランテの面々に寂しがり屋だと思われていた。
サヴィーナ
元ヴァイオリン奏者。ルチアーノの娘の通う、スタジオの家主の妻。カゼッタ・デッロルソには、ルチアーノ目当てで通っている。お金も時間もある未亡人風マダム。
アンジェラ（Angela）
フリオの妻。フリオがメインシェフをしていたホテルの令嬢だった。若いクラウディオがカメリエーレを続けるきっかけとなった人でもある。現在、ご婦人方に大人気のフリオについては全く心配を見せず「フリオが心から惚れてる女は私だけ」と言い切り、オルガからは「本当に素敵な奥様」と言われている。
フランチェスコ（Franchesco）
ルチアーノの孫。通称・フランチ。ルチアーノを慕っていて、リストランテによく預けられる。おもちゃを与えられれば、おとなしく遊んでいる。マルツィオと仲良し。テオのドルチェが好き。
リッツォ夫妻
店の常連。交友関係が大変広く、毎回違う客を連れてくる。特に夫は恋に勤しみ、自称・キューピッド。夫人の触れ込みで女性客が大幅に増えた。
ジャンナ
リストランテの向かいで、夫とエノテカを営む。
ルチーア
声：浅野まゆみ
浮気性な夫に悩み、一時は離婚も考えた。エノテカの上階に住む。
ヴェルディアーニ
上院議員。孫娘ローザに占ってもらうのが趣味。所属する党の合併話に悩む。

## 所収
1. 2007年9月発行 ISBN 978-4-7783-2047-8
第1話-第5話、描き下ろし1話を収録
2. 2008年5月発行 ISBN 978-4-7783-2060-7
第6話-第10話、描き下ろし1話を収録
3. 2009年3月発行 ISBN 978-4-7783-2081-2
第11話-第15話、描き下ろし1話を収録

## テレビアニメ
2009年4月8日よりフジテレビの「NOISE」枠にて『リストランテ・パラディーゾ』として放送された。詳細はリストランテ・パラディーゾ参照の事。